# Plaine orientale (série télévisée)
Production
Diffusion
Plaine orientale est une série télévisée française réalisée par Pierre Leccia d'après un scénario de Pierre Leccia et Aurélie Teisseire, et diffusée en France à partir du 26 mai 2025 sur Canal+.
Cette fiction est une coproduction de Canal+ et Image & Cie (Mediawan).

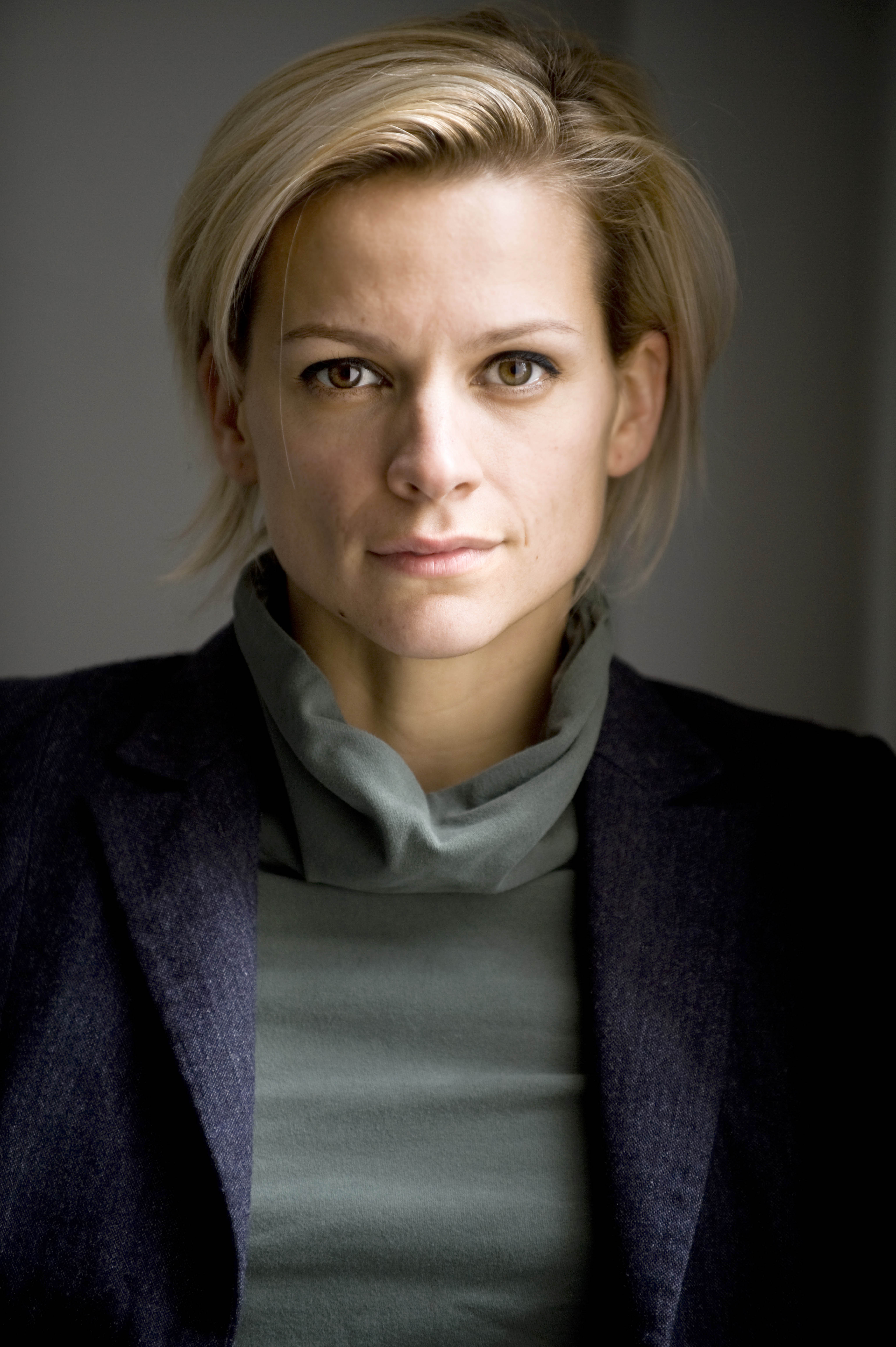
Veerle Baetens.

## Synopsis
À Bastia, un délinquant et sa sœur magistrate que tout oppose vont s'allier contre le clan mafieux de la Plaine orientale.

## Distribution
- Raphaël Acloque : Reda Campana
- Lina El Arabi : Inès Amrani, jeune magistrate du pôle anti-mafia et demi-sœur de Reda
- Veerle Baetens : Eva Maertens
- Éric Fraticelli : César Carlotti
- Antonia Desplat : Alexandra Guerrieri
- Cédric Appietto : Pierre-Marie Campana
- Henri-Noël Tabary : Jean-Dominique Guerrieri
- Paul Garatte : Paul Carboni
- Jean-Marc Michelangeli : Antoine Santelli, Maire de Bastia
- Denis Pierinelli : Michel Dragacci
- Jean-Philippe Ricci : François Tralonca
- Véronique Volta : Mattéa Colombani
- Michel Ferracci : Batti
- Bruno Magne : Juge Le Mouel
- Aurélien Gabrielli : Toussaint Albertini
- Julie Ledru : Nacera Madani, petite sœur de Nordine
- Jean-Christophe Federicci : Bastien Santoni
- Adel Bencherif : Nordine Madani
- Petru-Antone Vesperini : Eric Orsini
- Fatima Adoum : Rachida Amrani
- Adrien Castagne : Aziz El Fassi
- Bruno Susini : Santu
- Petru Bracci : Max
- Rachid Guellaz : Samir Slimani
- Horya Benabet : Selma Slimani, petite sœur de Samir

## Production

### Genèse et développement
Cette fiction est une coproduction de Canal+ et Image & Cie (Mediawan), réalisée avec le soutien de Corsica Pôle Tournages,,.
La série est créée et écrite par Pierre Leccia et Aurélie Teisseire, et réalisée par Pierre Leccia,,.

### Tournage
Le tournage de la série a lieu du 24 avril à mi-septembre 2023 à Bastia et ses environs, en Corse,.

### Fiche technique
Sauf indication contraire, les informations mentionnées dans cette section peuvent être confirmées par les bases de données cinématographiques IMDb et Allociné,  présentes dans la section « Liens externes ».
- Titre français : Plaine orientale
- Genre : Polar[2],[4]
- Production : Nicole Collet[2],[3]
- Sociétés de production : Canal+ et Image & Cie (Mediawan)[2],[3]
- Réalisation : Pierre Leccia[2],[3]
- Scénario : Pierre Leccia et Aurélie Teisseire[2],[3]
- Musique : Pierre Gambini[5]
- Pays de production :  France
- Langue originale : français
- Format : couleur
- Nombre de saisons : 1
- Nombre d'épisodes[2] : 8
- Durée : 52 minutes[2]
- Dates de première diffusion : 26 mai 2025 sur Canal+[6]